# Culex clarki
Culex clarki är en tvåvingeart som beskrevs av Evans 1924. Culex clarki ingår i släktet Culex och familjen stickmyggor. Inga underarter finns listade i Catalogue of Life.